# Toponymie du Mexique
Cet article fournit diverses informations sur la toponymie du Mexique, c'est-à-dire la science qui étudie les noms de lieux mexicains.
La toponymie du Mexique mélange des toponymes d'origine autochtone (principalement nahuatl et maya) avec des toponymes d'origine espagnole.

## Les toponymes Mexique et Mexico

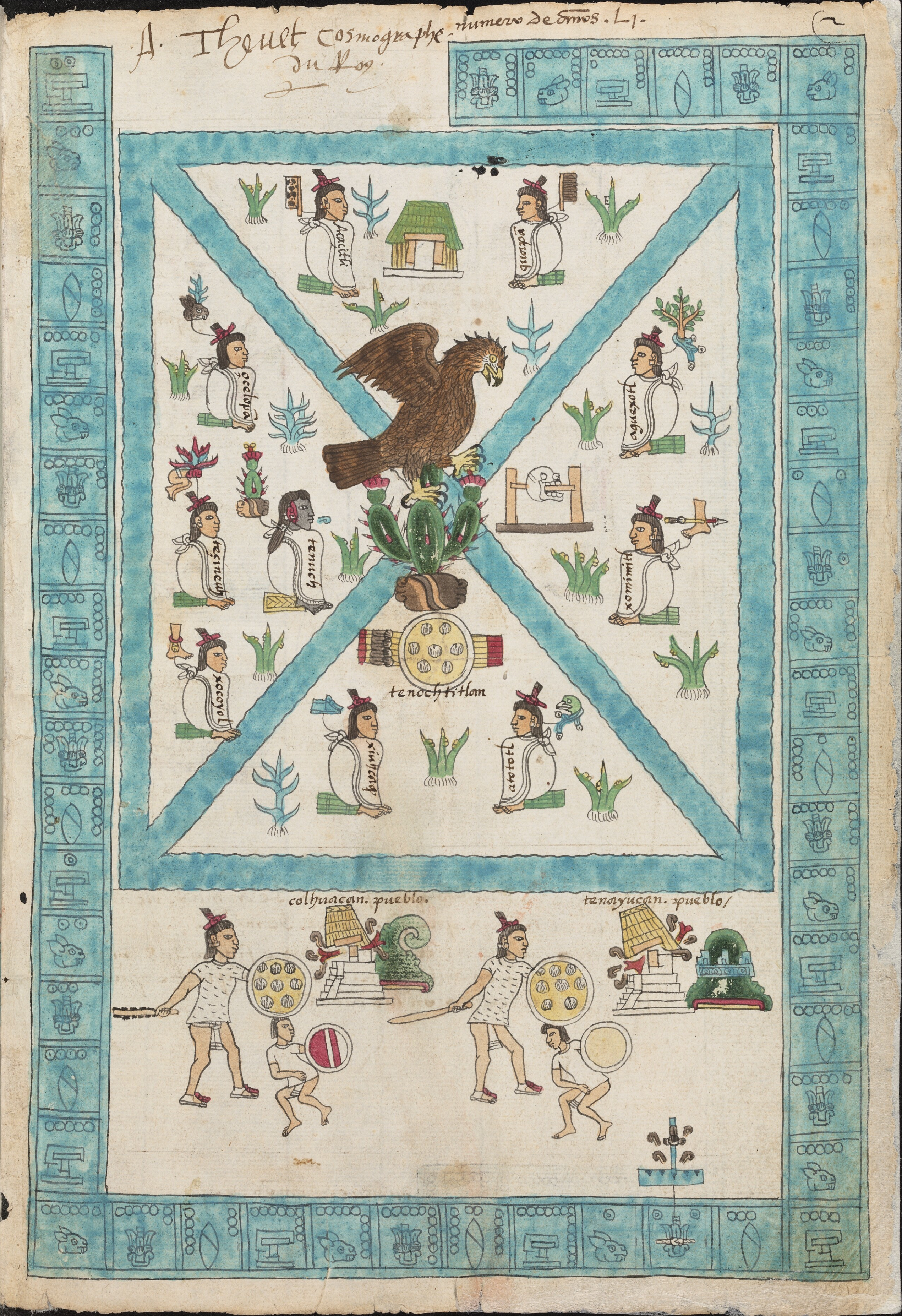
Image de Mexico-Tenochtitlan sur le codex Mendoza

Le Mexique a été nommé d'après le nom de sa capitale, Mexico, dont le nom original était Mexico-Tenochtitlan. Le sens originel du mot nahuatl Mexiko ou Mexihko ([meːʃiʔko]) est inconnu et sujet à diverses hypothèses étymologiques ; le sens du mot nahuatl Tenochtitlan est moins controversé : il fait probablement référence au mythe de la fondation de la ville, l'aigle perché sur le cactus qui est sur un rocher, et qui est représenté sur les armoiries et le drapeau du Mexique.

### Étymologie
Il n'existe pas de consensus clair sur l’étymologie du mot nahuatl prononcé [meːʃiʔko] ; au moins 70 hypothèses différentes ont été recensées ; certaines sont clairement farfelues et la plupart ont été réfutées.
Ce qui est certain c’est que ce vocable était utilisé par les Mexicas pour désigner la capitale de l'Empire aztèque.

#### Le centre du monde
L’hypothèse la plus communément admise[réf. nécessaire] est celle du père Antonio del Rincón, qui a indiqué en 1595 que Mexico signifiait à l'origine « (la ville qui est) au milieu (du lac) de la Lune » (du nahuatl metztli, « Lune » et xictli, « ombilic », « centre »). Elle a été confirmée par plusieurs études étymologiques au XXe siècle.
D'autres interprétations décomposent davantage le nom de Mexico en rattachant le radical mexi à d'autres éléments symboliques de la Lune dans les mythologies mésoaméricaines du Plateau central, l'agave (metl, dont le nom ésotérique, metzcalli, signifie littéralement « la maison de la Lune ») et le lapin (citli, « lièvre », associé à la fois au pulque, l'alcool d'agave, et à la Lune).
Toutes ces versions attribuant une symbolique lunaire au toponyme sont étayées par l'ancien nom nahuatl de la lagune, Metztliapan, ainsi que, surtout, par le nom que donnaient les Otomi à la ville (amadetzânâ, « au milieu de la Lune »).
La toponymie nahuatl, en plus d’être descriptive, était en effet souvent chargée de certains sens mystiques, connus seulement par certains initiés, comme le signale Sahagún dans son Historia de las cosas de la Nueva España. Dans cette interprétation ésotérique, le nom accordé au Mexique signifie Centre du Monde, et c’est ainsi que la ville de Mexico est représentée dans plusieurs codex, comme le lieu où confluent tous les cours d’eau qui traversent l’Anáhuac (le monde, la terre entourée par les eaux).[réf. souhaitée]
Toutefois, ces hypothèses se heurtent à l'analyse phonologique de Frances Karttunen, qui affirme que la longueur des voyelles des syllabes me et xīh de Mêxihco ne correspondent pas à celles des mots Metl ni Xictli ; de plus, il ne devrait pas y avoir de saltillo (occlusion glottale) avant le suffixe locatif -co et la chute du groupe -tz- de mētz- serait une exception.[réf. nécessaire]

#### Autres hypothèses
Les chroniqueurs du XVIe siècle ont presque tous repris la « version officielle » de l'empire aztèque. Celle-ci s'appuyait sur des étymologies douteuses faisant référence à des spécificités de la vallée de Mexico (mexixin, le cresson sylvestre qui y abonde, ou les mexitli, les sources qui y sont nombreuses). Cette version était renforcée par une autre étymologie basée sur la ressemblance avec le terme de Mexitin, nom que Huitzilopochtli aurait donné aux Aztèques lors de leur migration vers Mexico et qui a été longtemps relié étymologiquement à Mexitl, nom d'un chef aztèque ancestral et peut-être identifié à Huitzilopochtli lui-même. Christian Duverger a indiqué pour sa part que le terme de Mexitin a probablement été artificiellement créé par les dirigeants aztèques pour donner à leur droit territorial une origine divine que personne ne pourrait donc contester.

### Graphie
Quand les Espagnols firent la rencontre de ce peuple et qu’ils transcrivirent leur langue, naturellement ils le firent en suivant les règles de la langue espagnole de l’époque. La langue nahuatl possède un son /∫/ (comme chien) et ce son a été représenté par la lettre x en espagnol, et bien que la prononciation ait changé, la graphie de Mexico conserva le x pour des raisons étymologiques et historiques, comme autant d’autres noms de sites et d’objets dont les noms ont une origine mésoaméricaine.
Certains auteurs écrivent le nom du pays ou de la capitale comme ceci : Méjico. Même si les deux formes sont considérées correctes par l’Académie royale de la langue espagnole, c’est la même institution qui suggère la forme México et l’utilisation du x dans tous ses dérivés. Historiquement, la majorité des hispanophones ont utilisé la graphie avec un x.

### Usage
Le terme nahuatl Mēxihco a été utilisé depuis le XIVe siècle par les Mésoaméricains pour désigner l'altepetl (ville) de la tribu nahua mexica ; il n'existait pas d'entité politique comparable au Mexique actuel, mais ce qui s'en rapprochait le plus était ce que les Nahuas appelaient Cem Anahuac, l'ensemble des territoires qu'ils connaissaient, entre les deux océans, proche de l'extension géographique de la Mésoamérique.
À partir de la conquête espagnole du Mexique, c'est le nom de Nouvelle-Espagne qui a servi à désigner la colonie de l'empire espagnol qui était dirigée depuis Mexico par le vice-roi de Nouvelle-Espagne, de 1535 à 1820.
Pendant la guerre d'indépendance du Mexique en 1810, le nom nahuatl d'« Anahuac » a été envisagé pour le nouvel État indépendant (cf. le Congrès d'Anahuac). Les premiers textes et décrets antérieurs à la première constitution du pays indépendant utilisent les termes d'« Amérique » (Sentimientos de la Nación), « Amérique septentrionale » (Acta Solemne de la declaración de la independencia de la América septentrional, du 6 novembre 1813), « Amérique mexicaine » (Decreto Constitucional para la Libertad de la América Mejicana, du 22 octobre 1814), Mexique (Documentos para la Independencia de México, de 1821), « Empire mexicain » (Acta de independencia del Imperio Mexicano du 28 septembre 1821), mais c'est finalement le terme d'Estados Unidos Mexicanos (« États-Unis mexicains ») qui a été retenu dans la première constitution de 1824. Le terme plus court de « Mexique » a été imposé par l'usage.

## Autres toponymes du Mexique par origine

### Toponymie nahuatl
Les toponymes nahuatl du centre du Mexique, dans les zones où le nahuatl servait de langue vernaculaire ou véhiculaire à l'époque postclassique tardive, sont d'origine préhispanique. Cependant, un grand nombre de toponymes nahuatl se retrouvent dans des zones où ce n’était pas la langue véhiculaire commune. Cela s'explique par le fait que les colons espagnols importèrent de la main-d'œuvre nahua (surtout des Tlaxcaltèques) et évangélisèrent les populations locales en nahuatl. Ainsi, l'utilisation locale des toponymes nahuatl Michoacán, Zacatecas, Chiapas ou Guatemala datent de l'époque coloniale, et non préhispanique.